# 讲谈社
讲谈社（日语：講談社）是位于东京都文京区音羽的日本出版社，與King Records、光文社、星海社、日刊現代同為音羽集團成員。

## 历史概要
讲谈社前身是1909年创立的大日本雄辩会（创立者：野间清治），当时出版辩论杂志《辩论》。从1911年开始，讲谈社和大日本雄辩会这一名称一同使用。1958年，改用现在的名称株式会社讲谈社。
讲谈社在二战前主要出版以趣味为主题的各种通俗杂志和书籍，包括《King》（キング）、《少年俱乐部》等。在出版《吉川英治集》和《日语大辞典》的同时，讲谈社主宰着大部分的文学奖。
讲谈社与華特迪士尼公司的关系深厚，对于东京迪士尼乐园和东京迪士尼海洋也有官方赞助。2023年1月開始講談社亦開始與Disney+展開內容合作。
2010年4月25日，讲谈社与北京时代华语图书股份有限公司签订长期战略合作协议。按照合作协议，时代华语公司以后从讲谈社引进版权时将具有优先选择权，同时版权价格也会低于非战略伙伴。但是由于时代华语自身的问题，双方在时代华语出版了《刀语》和《冰冷密室与博士们》之后中断合作。
2011年9月2日，讲谈社宣布将与中国广西出版传媒集团成立合资企业，开展漫画出版业务。
2011年9月22日，講談社與台灣城邦媒體控股集團共同宣布，雙方將成立合資公司華雲數位股份有限公司，經營華文數位出版業務。
2013年10月2日，台灣講談社媒體有限公司與台灣智崴資訊簽署合作意向書，將講談社的出版品與智崴資訊的體感模擬娛樂載具結合，已於2015年在苗栗縣頭份市尚順育樂世界以進擊的巨人為主題營運。
2014年3月18日，讲谈社（北京）文化有限公司与中国大陆新经典文化共同出资，成立合资公司北京飓风社文化有限公司，主营讲谈社绘本和其他出版物的引进。

## 旗下产品

### 出版物

#### 杂志
- 週刊少年Magazine（週刊少年マガジン）

创刊：1959年
类别：少年向
发售：每周三发售。
售价：240日元
网站：http://www.shonenmagazine.com/ （页面存档备份，存于）
- 別冊少年Magazine（別冊少年マガジン）

创刊：2009年9月9日
类别：少年向
发售：每月九日發售。
售价：500日元
网站：http://kc.kodansha.co.jp/magazine/index.php/04783 （页面存档备份，存于）
- Magazine SPECIAL （マガジンSPECIAL）

类别：少年向
发售：月刊
售价：480日元
网站：https://web.archive.org/web/20060702194724/http://www.shonenmagazine.com/php/magazine.php?sbt=2
- 月刊少年Magazine（月刊少年マガジン）

创刊：1974年8月
类别：少年向
发售：每月6日发售。
售价：360日元
网站：https://web.archive.org/web/20110711081624/http://www.gekkanmagazine.com/
- 月刊少年Rival （月刊少年ライバル）

创刊：2008年4月4日
- 月刊少年Magazine增刊GREAT（月刊少年マガジン増刊GREAT）

类别：少年向
发售：隔月刊
网站：https://web.archive.org/web/20110711081624/http://www.gekkanmagazine.com/
- 週刊Young Magazine（YOUNG MAGAZINE；）

创刊：1980年
类别：青年向
发售：每周一发售。
售价：300日元
网站：http://www.yanmaga.kodansha.co.jp/ （页面存档备份，存于）
- MORNING（モーニング）

创刊：1982年
类别：青年向
发售：每周四发售。
售价：280日元
网站：
- Uppers（ヤングマガジン アッパーズ）

创刊：1998年
类别：青年向
发售：每月单周周二发售。
售价：260日元
- 月刊MAGAZINE Z（月刊マガジンＺ）

创刊：1999年6月26日
类别：少年向
发售：每月26日发售。
售价：480日元
网站：https://web.archive.org/web/20080913130616/http://www.kodansha.co.jp/zhp/hp.htm
- 月刊少年天狼星（月刊少年シリウス）

创刊:2005年4月
类别:少年向
发售:月刊
售价:600日元
- MISTER MAGAZINE（ミスターマガジン）

创刊：1991年4月（2000年2月9日）
类别：青年向
发售：每月双周周三发售。
售价：260日元
- 月刊Afternoon（月刊アフタヌーン）

创刊：1986年12月25日
类别：青年向
发售：每月25日发售。
售价：480日元
网站：https://web.archive.org/web/20131207230838/http://www.afternoon.co.jp/
- EVENING（イブニング）

创刊：2001年8月20日
类别：青年向
发售：每月19日发售。
售价：280日元
- ジョー＆飛雄馬（ジョー＆飛雄馬）

创刊：2002年5月10日
类别：青年向
发售：每月10日，25日发售。
售价：350日元
- Nakayoshi（なかよし）

创刊：1954年12月
类别：少女向
发售：每月3日发售。
售价：420日元
网站：http://www.nakayosi-net.com/ （页面存档备份，存于）
- Dessert（デザート）

创刊：1997年7月
类别：少女向
发售：每月24日发售。
售价：390日元
网站：https://web.archive.org/web/20081224004131/http://www.kodansha.co.jp/dessert/
- The Dessert（The デザート）

创刊：1999年12月创刊，2002年11月9日月刊化
类别：少女向
发售：每月10日发售。
售价：580日元
网站：https://web.archive.org/web/20081224004131/http://www.kodansha.co.jp/dessert/
- Dessert Special 1100（デザートスペシャル 1100）

类别：少女向
网站：https://web.archive.org/web/20081224004131/http://www.kodansha.co.jp/dessert/
- 別冊FRIEND（別冊フレンド［ジュリエット］）

创刊：1965年3月
类别：少女向
发售：每月13日发售。
售价：330日元
网站：https://web.archive.org/web/20060412160619/http://www.kodansha.co.jp/betsufure/
- BE·LOVE

创刊：1980年9月创刊，1982年2月改为半月刊
类别：女性向
发售：每月1日，15日发售
售价：350日元
网站：http://be-love.net/ （页面存档备份，存于）
- KISS on Line

创刊：1992年创刊，1997年改为双月刊
类别：女性向
发售：每月10日，25日发售。
售价：350日元
网站：http://www.kisscomic.com/ （页面存档备份，存于）

#### 发行过的杂志
- Vanilla

创刊：2002年3月9日创刊
休刊：2003年1月18日休刊
类别：女性向
发售：每月19日发售
售价：480日元
- Comic BomBom（コミックボンボン）

创刊：1981年
休刊：2007年12月號
类别：少年向
发售：每月15日发售。
售价：480日元

#### 書籍
- 講談社学術文庫
  - 讲谈社·中国的历史
  - 讲谈社·兴亡的世界史
  - 讲谈社·日本的历史

## 引用来源
1. ↑  . www.kodansha.co.jp.   [2022-05-05]. （原始内容存档于2022-07-21）.
2. ↑  . 北京时代华语图书股份有限公司. 2012-04-25  [2010-06-19]. （原始内容存档于2012-07-24）.
3. ↑  . 新华网. （原始内容存档于2011-09-05）.
4. ↑  .   [2013-07-17]. （原始内容存档于2013-10-05）.
5. ↑  .   [2013-10-03]. （原始内容存档于2013-10-05）.
6. ↑  廖明慧，智崴《進擊的巨人》試映　懸掛式動感座椅「在天上飛」 （页面存档备份，存于）
7. ↑  猿渡静子.  (PDF). 中国出版传媒商报. 2014-08-26  [2015-08-02]. （原始内容存档 (PDF)于2015-09-23） （中文（中国大陆））.

## 外部連結
- 官方网站
- 講談社BOOK倶楽部（可以用書名或作者名進行搜尋）
- （简体中文）講談社(北京)文化有限公司（页面存档备份，存于）